# Chabuca Granda
Chabuca Granda (María Isabel Granda y Larco) foi uma  cantora e compositora peruana. É conhecida através da canção La Flor de la Canela. Sua canção Fina Estampa foi tema da telenovela Fina Estampa, exibida em vários países.

## Biografia
Chabuca nasceu em Cotabambas, uma cidade próxima a Abancay, na região de Apurímac. Era filha de Eduardo Granda San Bartolomé e Isabel Larco Ferrari.

## Obras
- La flor de la canela
- Gracia
- Ha de llegar mi Dueño
- El surco
- Coplas de Tondero
- José Antonio
- Fina estampa
- Puente de los Suspiros
- Lima de veras
- Zeñó Manué
- María Landó
- Cardo o ceniza

## Discografia
- Lo Mejor de Chabuca Granda
- Fina Estampa